# Jeune École
La Jeune École (in francese "Giovane scuola") fu una dottrina militare francese sviluppatasi nel XIX secolo. Il concetto base, nato dalla rivalità navale tra le due principali marine militari dell'epoca, la Royal Navy e la Marine Nationale, sosteneva l'uso di unità piccole e potenti per combattere flotte di navi da battaglia di dimensioni maggiori, e l'uso di navi corsare per soffocare il commercio marittimo della potenza rivale (Poussière navale, "polvere navale").
Il pensiero strategico della Jeune Ecole era comunque molto più complesso della sua vulgata. 
Si basava su alcuni concetti notevolmente innovativi come l'idea che la guerra navale fosse in realtà una guerra economico-commerciale, e quindi la potenza navale non si trasformasse necessariamente in controllo dei mari. Inoltre fu teorizzato il bombardamento terroristico (unico ruolo per cui erano ancora necessarie le corazzate e motivo per cui erano necessari numerosi incrociatori con artiglierie sovradimensionate) verso i porti delle potenze minori, nella convinzione che la volontà di combattere di una nazione potesse essere spezzata. Per esempio gli ammiragli della Jeune Ecole pensavano di poter costringere l'Italia alla resa, in un'eventuale guerra, bombardando Napoli, Genova, Cagliari, puntando all'effetto di scoraggiamento sui civili e sul governo, ed evitando ogni possibile incontro con le nuove e potenti corazzate italiane dell'epoca.
Un altro campo di sviluppo tecnologico portato avanti con decisione dalla Jeune Ecole (ma nato al di fuori di essa) fu quello della guerra di mine, teorizzato sia per bloccare i porti commerciali, sia per impedire alle squadre navali avversarie di bloccare i propri, sia infine per creare dei campi di battaglia insidiosi in cui usurare la flotta avversaria. Questa dottrina trovò ampia utilizzazione nella guerra russo-giapponese del 1905, quando ambedue le marine la adottarono.

## Piccole unità contro le navi da battaglia
Uno dei primi propositori della Jeune École fu il generale d'artigliera Paixhans, che inventò il proiettile esplosivo utilizzato dalle navi da guerra negli anni venti del XIX secolo. Sostenne l'installazione di questi potenti cannoni su numerose piccole navi da guerra a vapore che avrebbero potuto distruggere navi da battaglia molto più grosse.

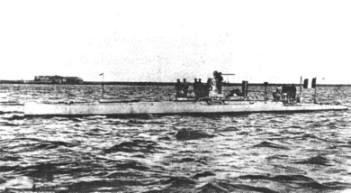
Il sottomarino francese Narval, 1900

Successivamente la Marina Francese sviluppò ulteriormente il concetto sperimentando con i siluri e le torpediniere e divenne una dei principali proponenti di questo metodo di combattimento per la fine del XIX secolo I successi navali della Marina Francese contro la Cina nella guerra franco-cinese del 1883-85 tesero a validare il potenziale delle torpediniere contro le marine regolari.
Inoltre la Francia fu particolarmente attiva nello sviluppo di una flotta di sottomarini, cercando anche in questo caso di affidarsi a una tecnologia avanzata per compensare la superiorità britannica in navi da battaglia. All'inizio del XX secolo quella francese fu «senza dubbio la prima marina a possedere una forza sottomarina efficace.»

## Navi corsare
La dottrina della Jeune Ecole sosteneva inoltre i raid contro le flotte commerciali del nemico, così da soffocarne il commercio e l'economia, ancora una volta una tattica progettata particolarmente contro il Regno Unito.
Le navi corsare vennero progettate per questo ruolo, per esempio il  Dupuy de Lôme, un incrociatore corazzato, impostato nel 1888, in grado di raggiungere i 23 nodi, era stato progettato per missioni prolungate contro le rotte commerciali nemiche.

## Influenze

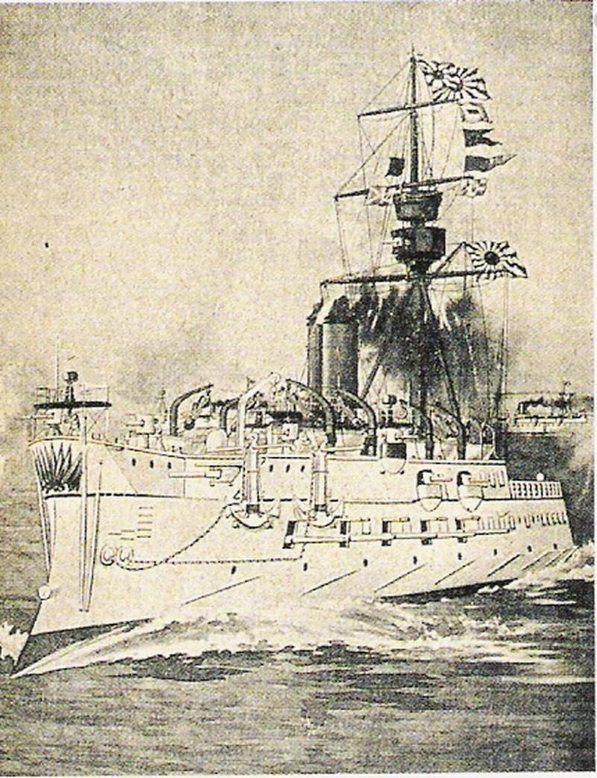
L'incrociatore di costruzione francese Matsushima, ammiraglia della Marina nipponica alla battaglia del fiume Yalu (1894).

Nel XIX secolo la Jeune École fu particolarmente influente sullo sviluppo delle marine militari più piccole, particolarmente perché queste tentarono di compensare la loro debolezza in navi da battaglia.
La Marina imperiale giapponese sviluppò la sua prima flotta moderna assumendo nel 1886 i servigi dell'ingegnere navale francese Louis-Émile Bertin, che progettò e costruì la flotta che permise al Giappone di vincere il suo primo importante conflitto moderno, la prima guerra sino-giapponese. Questa flotta fu progettata intorno a relativamente piccole unità con un potente armamento, che prevalse su una marina cinese equipaggiata con unità più grandi, di costruzione straniera.